# Hormathus bicolor
Hormathus bicolor là một loài bọ cánh cứng trong họ Cerambycidae.